# Reprezentacja Łotwy w piłce ręcznej kobiet
Reprezentacja Łotwy w piłce ręcznej kobiet – narodowy zespół piłkarek ręcznych Łotwy. Reprezentuje swój kraj w rozgrywkach międzynarodowych.
Reprezentacja nigdy nie wzięła udziału w igrzyskach olimpijskich.